# Бил (Баден)
Бил (њем. Bühl) град је у њемачкој савезној држави Баден-Виртемберг. Једно је од 23 општинска средишта округа Раштат. Према процјени из 2010. у граду је живјело 29.386 становника. Посједује регионалну шифру (AGS) 8216007.

## Географски и демографски подаци
Бил се налази у савезној држави Баден-Виртемберг у округу Раштат. Град се налази на надморској висини од 138 метара. Површина општине износи 73,2 km². У самом граду је, према процјени из 2010. године, живјело 29.386 становника. Просјечна густина становништва износи 401 становника/km².

## Међународна сарадња
| Мјесто            | Држава    | Врста сарадње | Од    |
| ----------------- | --------- | ------------- | ----- |
| Норт Хор          | Кенија    | партнерство   | 2000. |
| Калараш           | Молдавија | партнерство   | 1990. |
| Канту             | Италија   | пријатељство  | 1996. |
| Вилфранш сир Саон | Француска | партнерство   | 1987. |
| Матсе             | Аустрија  | партнерство   | 1972. |
| Извор             |           |               |       |